# اسپرس برگ‌چروکیده
اسپرس برگ‌چروکیده، اسپرس اله‌اکبری (نام علمی: Onobrychis ptychophylla) نام یک گونه از سرده اسپرس است.